# Lyrocarpa xantii
Lyrocarpa xantii är en korsblommig växtart som beskrevs av Townshend Stith Brandegee. Lyrocarpa xantii ingår i släktet Lyrocarpa och familjen korsblommiga växter. Inga underarter finns listade i Catalogue of Life.